# مایسترزینگر
مایسترزینگر (آلمانی: MeisterSinger) شرکت ساعت‌سازی آلمانی است، که در سال ۲۰۰۱ تأسیس شد.